# Набережночелнинский трамвай
Набережночелнинский трамвай — сеть трамвая города Набережные Челны, одна из последних созданных в СССР и России новых трамвайных систем. Открытие трамвайного движения состоялось 8 октября 1973 года.
Трамвайная система Набережных Челнов — единственная в России, где после 2005 года открылось сразу три новых участка трамвайных линий.
В городе действует 11 маршрутов, эксплуатируются 115 вагонов, они обслуживаются в одном трамвайном депо. Трамвайная система охватывает все районы города и в 2009 году перевезла 30,4 млн человек.
До 2000 года обслуживающим предприятием являлось «Трамвайное управление КамАЗа». В период с 2000 год по 2014 год — ООО «Электротранспорт». 3 марта 2014 года постановлением Исполкома города № 1237 создано МУП «Электротранспорт».

## История

### Предпосылки появления и начало строительства
Строительству городского трамвая в Набережных Челнах предшествовала серьёзная дискуссия. Изначально руководство КамАЗа было против «засорения» городских проспектов трамвайными линиями и настаивало на развитии автобусных связей и в перспективе на троллейбус. Но огромный пассажиропоток, который рос не по дням, а по часам, и прежде всего между промплощадкой и городскими районами, заставил искать решение транспортной проблемы. Альтернативы трамваю не было.
29 сентября 1972 года в соответствии с Приказом № 310 по Министерству автомобильной промышленности СССР «О Создании трамвайного управления строящегося Камского автомобильного завода (КамАЗ) в городе Набережные Челны» генеральным директором КамАЗа Васильевым Львом Борисовичем создаётся трамвайное управление.
До момента пуска первой пассажирской ветки до поселка Сидоровка все работники Трамвайного управления (включая и будущих водителей) были заняты в основном на строительстве депо. Одновременно с этим происходила отладка новых вагонов и путей. Строительство же трамвайных путей в Набережных Челнах производилось военными строителями.
30 декабря 1972 года состоялся пробный пуск вагона на участке Сидоровка — Депо. К месту пуска вагон привезли на платформе. Поставили на рельсы, дали напряжение.

— Когда вагон, полный строителей во главе с первым генеральным директором КамАЗа Львом Васильевым, тронулся, казалось, он перевернется — так все кричали и прыгали от радости! На всю страну потом отрапортовали — в Набережных Челнах пустили трамвай.
— Светлана Степанюк, председатель профсоюзного комитета ООО «Электротранспорт».
Строительство 21,9 км двухпутной трамвайной линии от Сидоровки до Литейного завода закончилось к 1 октября 1973 года, а 5 октября 1973 года началась обкатка трамвайной линии и 68 трамвайных вагонов 71-605.
Пассажирское движение на этом участке открылось — 8 октября 1973 года. Среди водителей был проведен конкурс за право провести первый вагон. Его выиграла Александра Сафонова.
 Вспоминает Светлана Степанюк:

Открытие трамвайного движения
8 октября 1973 года

— Церемония не была помпезной, — В 10 часов утра 8 октября разбили шампанское о сцепку вагона, сели в вагон и поехали. Все брали нарасхват билеты из кассы, чтобы сохранить его на память (кондукторов в трамваях не было до 1996 года). Проезд тогда стоил три копейки. 
С этого момента и началась регулярная работа трамвая. Постепенно открывались новые участки, увеличивалось количество маршрутов. Трамвай стал пользоваться большой популярностью у жителей города, вагоны по вновь открываемым линиям шли полными, с интервалами 2—3 минуты.
Официальное открытие трамвайного движения в Набережных Челнах в далёкие семидесятые стало событием знаковым. Строились заводы, расширялся ускоренными темпами город — эти и другие факты показали, что трамвайное пассажирское движение более чем необходимость.
Набережные Челны стали третьим городом в Татарстане, проложившим трамвайный путь, открыв тем самым новые горизонты и новые стандарты жизни Камского завода-автогиганта. Со дня открытия первого маршрута трамвай стал почти единственным и основным средством передвижения, связывающим жилые поселки с заводами КамАЗа.

### Основные этапы развития сети в 1970-х — 1990-х гг
- 20 ноября 1973 — Открыто движение до завода РИЗ. Открытие маршрута № 1 «Сидоровка — РИЗ». Оборотный рейс — 94 минуты, интервал движения 4—5 минут[8].
- Ноябрь 1974 — Пуск в эксплуатацию кольца на остановке «Медгородок» Открытие маршрута № 2 «Сидоровка — Медгородок»
- Декабрь 1975 — Принято в эксплуатацию 8,5 км пути. РИЗ — Литейный завод.
- 22 декабря 1976 — Открыто движение до остановки «Корчагинская» Открыты новые маршруты № 4 «Литейный завод — Корчагинская» № 5 «Сидоровка — Корчагинская»
- 11 августа 1978 — Продлена ветка от «Корчагинской» до остановки «Кузнечный завод» Маршруты № 4 и 5 продлены до Кузнечного завода
- 3 июня 1983 — Открыто движение до завода ПРЗ. Установлены маршруты:
1 Сидоровка — Литейный завод
2 Сидоровка — ПРЗ
3 Кузнечный завод — Московский пр. — ПРЗ
4 Кузнечный завод — Московский пр. — Литейный завод
5 Сидоровка — Московский пр. — Кузнечный завод
- 12 января 1987 — Принято в эксплуатацию 3,3 км пути от Московского проспекта до кольца «Ленинский проспект» (текущее название: кольцо 25-й комплекс)
- 11 августа 1988 — Принято в эксплуатацию 5,2 км пути от остановки «Ленинский проспект» до остановки «45 комплекс»
- 29 июня 1990 — Открыто движение от остановки «45 комплекс» до остановки «Узел пр. Х. Туфана». Установлены маршруты:
1 Сидоровка — Литейный завод
2 Сидоровка — ПРЗ
3 Кузнечный завод — Ленинский пр. — ПРЗ
4 Литейный завод — Московский пр. — Ленинский пр. — Литейный завод
5 Сидоровка — Московский пр. — Кузнечный завод
7 Литейный завод — Ленинский пр. — Московский пр. — Литейный завод
- 1997 — Установлены маршруты:
1 Сидоровка — Литейный завод
2 Сидоровка — ПРЗ
3 Кузнечный завод — пр. Сююмбике — пр. Вахитова — ПРЗ
4 Литейный завод — Московский пр. — пр. Сююмбике — Литейный завод
5 Кузнечный завод — Московский пр. — ГИБДД (В апреле 1998 был продлен с ГИБДД до ПРЗ)
6 Сидоровка — пр. Вахитова — пр. Сююмбике — Московский пр. — Сидоровка
7 Литейный завод — пр. Сююмбике — Московский пр. — Литейный завод
8 Сидоровка — Московский пр. — пр. Сююмбике — пр. Вахитова — Сидоровка

### Развитие сети в постсоветский период
Вторая половина 2000-х, и первая половина 2010-х годов ознаменовалась появлением в Набережных Челнах сразу трёх новых трамвайных линий:
1. Трамвайные пути на проспекте Сююмбике. Участок 45-й комплекс — 16-й комплекс (4,5 км).
В 2005 году на КамАЗе был инициирован проект развития трамвайных линий по проспекту Сююмбике — от 45-го до 16-го комплекса. Прокладка рельс на этом участке была начата ещё в первой половине 1990-х гг, но затем из-за отсутствия финансирования, работы на длительное время были заморожены. В апреле 2006 года данный проект был защищен в комитете по инновациям ОАО «КамАЗ». На строительство этой линии, протяженностью 4,5 км, автозаводом было выделено более 39 млн рублей.
Непосредственно к строительству приступили в начале лета 2006 года, а спустя полгода — в начале декабря состоялся первый пробный рейс рабочего поезда по новой ветке.
15 декабря 2006 года состоялось официальное открытие нового трамвайного участка.
Торжественное мероприятие происходило при большом стечении жителей города.
На церемонии открытия присутствовали министр транспорта и дорожного хозяйства Республики Татарстан Владимир Швецов, мэр Набережных Челнов Ильдар Халиков и генеральный директор ОАО «КамАЗ» Сергей Когогин.

Эти 4,5 километра путей, которые мы проложили, — улучшили транспортное обеспечение ещё одного микрорайона. Теперь камазовцы смогут быстрее и комфортнее добираться до заводов. Наверное, это вообще первое вложение частной компании в строительство трамвайных путей. Но, думаю, не последнее. Когда окупится этот проект, мы будем продолжать и дальше развитие транспорта нашего города.
— Сергей Когогин, генеральный директор ОАО «КамАЗ»
В связи с пуском нового участка были добавлены следующие маршруты:
№ 9 16 комплекс — ПРЗ
№ 10 16 комплекс — Кузнечный завод

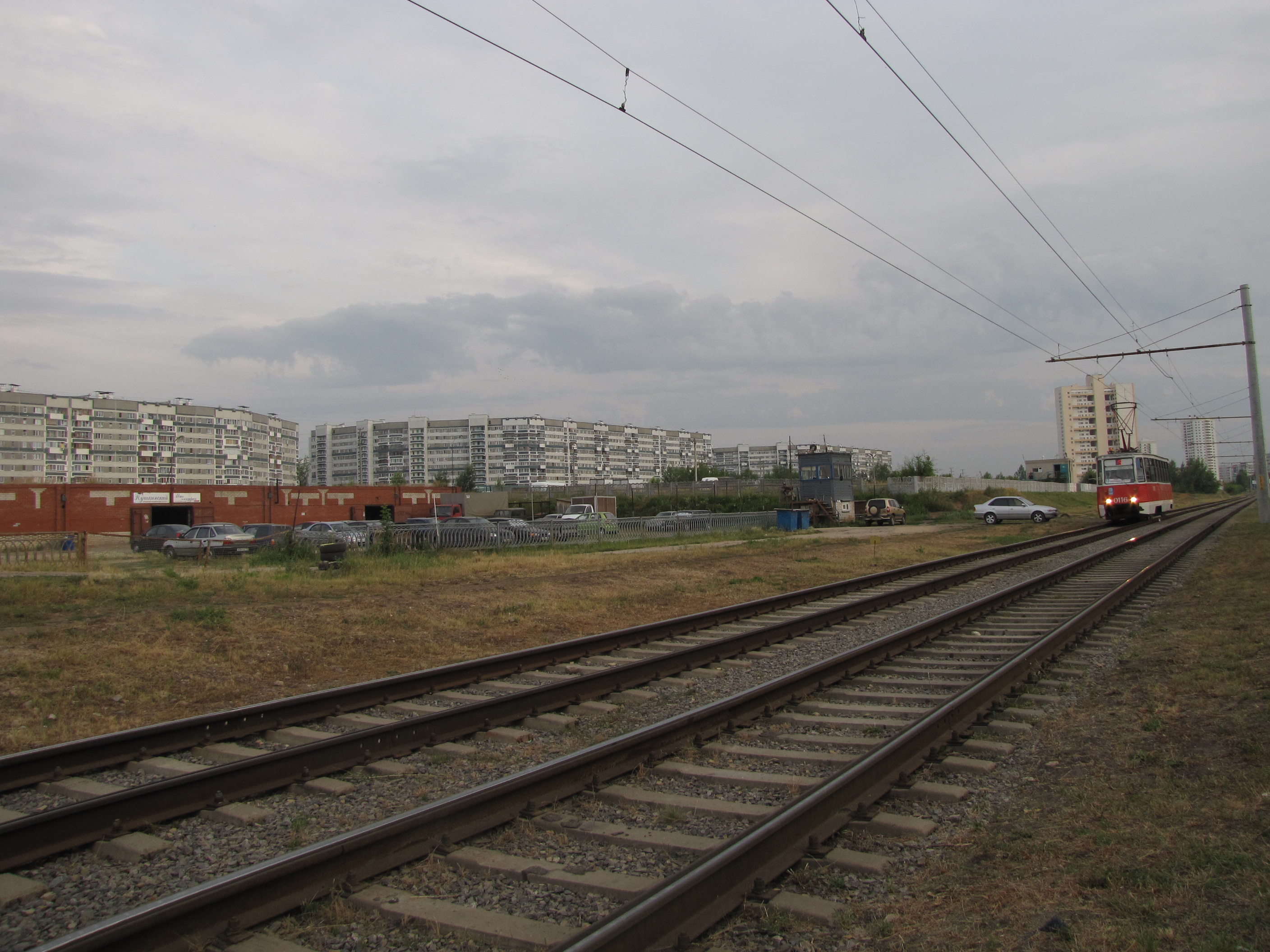
Трамвайная линия на проспекте Сююмбике, открытая 15 декабря 2006 года

Спустя полгода, в мае 2007 года — запущены маршруты (однако, уже 8 октября 2008 они были отменены в связи с открытием следующей новой трамвайной линии):
№ 11 16 комплекс — проспект Сююмбике — проспект Московский — ГИБДД — проспект Вахитова — 16 комплекс
№ 12 16 комплекс — проспект Вахитова — ГИБДД — проспект Московский — проспект Сююмбике — 16 комплекс
Новая линия позволила значительно сократить путь для жителей города до таких культурно-массовых и спортивных комплексов города, как Парк победы, Органный зал, Майдан, Ледовый дворец, молодёжных центров «Заман», «Орион», «Нур».
2. Трамвайные пути на улице Беляева. Участок 16-й комплекс — Московский проспект (2,2 км).

Схема трамвайных маршрутов c учётом линий, открывшихся в 2006 и 2008 годах

 Существенным недостатком введённого в декабре 2006 года в эксплуатацию нового трамвайного участка являлось то, что он был тупиковым.
Поэтому, сразу же после пуска данного участка были начаты работы по подготовке к строительству его продолжения для закольцовки с уже существующими трамвайными путями на Московском проспекте. Первоначально строительство путей от 16-го комплекса до
Московского проспекта было намечено на 2007 год, однако в связи с отсутствием финансирования — к строительству удалось приступить лишь летом 2008 года.
Строительство данной ветки продолжалось 3 месяца и 8 октября 2008 года состоялась её торжественное открытие. С этого момента трамвайные пути на проспектах Сююмбике и Московский были соединены новой двухкилометровой веткой по улице Беляева.
Всего из городского бюджета на реализацию проекта было выделено 8 млн рублей. ООО «Электротранспорт» при поддержке ОАО «КамАЗ» вложило 48 миллионов рублей.
Две колеи трамвайных путей общей длиной 2,2 км позволили сократить путь из центра Набережных Челнов до микрорайонов ЗЯБ и ГЭС сразу на несколько километров и на полчаса по времени. До этого пассажиры могли добираться туда на трамвае только в объезд.
3. Трамвайная линия «16-й комплекс — Пединститут» (6 км).

На протяжении длительного периода времени, одним из основных недостатков существовавшей в городе трамвайной сети являлось отсутствие прямой линии, соединяющий Старую часть города с Новой. Несмотря на то, что строительство данной линии предусматривалось генпланом ещё при строительстве города, приступить к реализации этого проекта удалось лишь в 2010-х гг. 

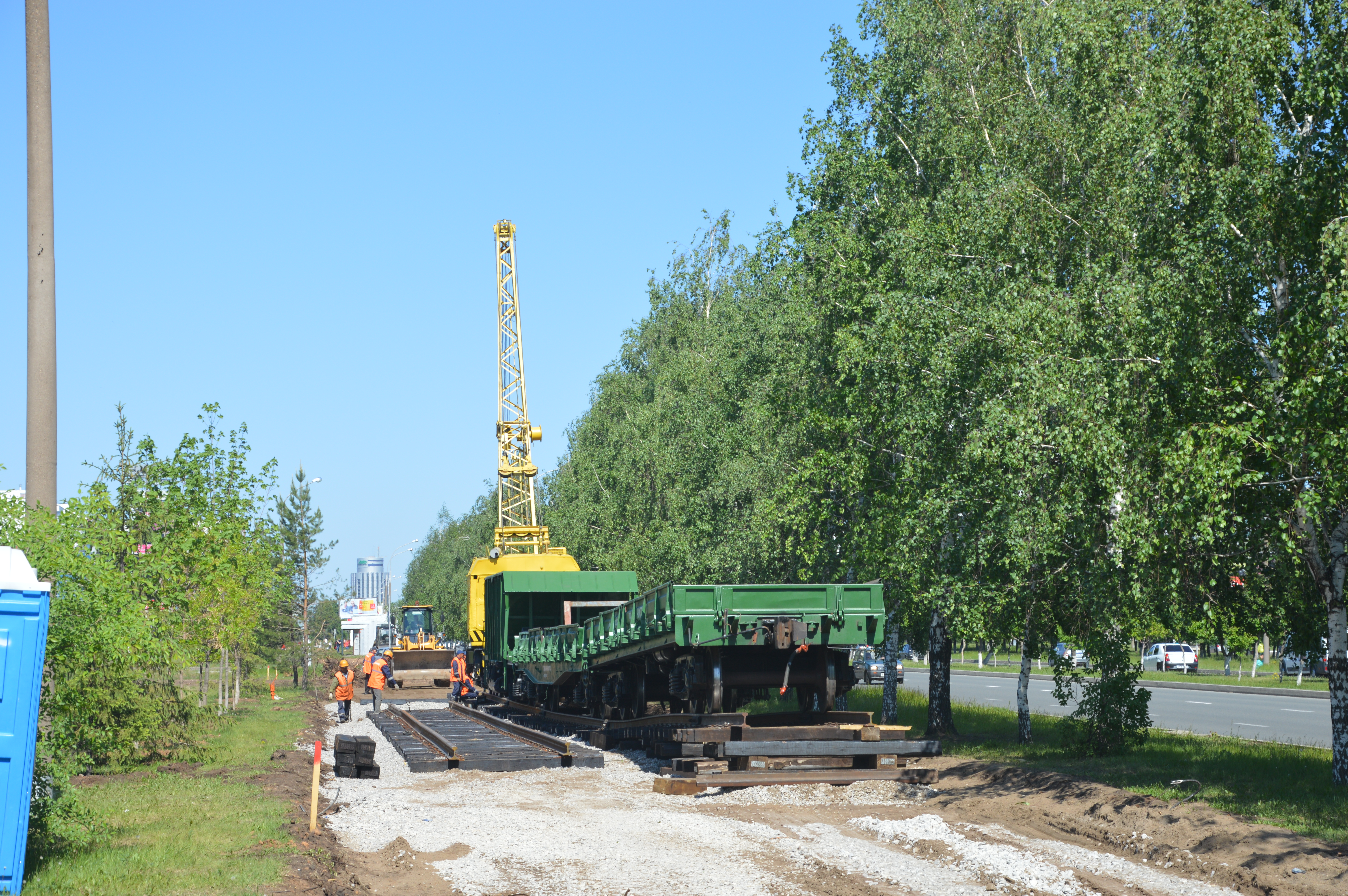
Строительство новой трамвайной линии на участке вдоль проспекта Мира. 29 мая 2014 года

 В 2008—2009 годы проектным управлением «Камазпроект» началась разработка проектно-сметной документации объекта с названием "Развитие трамвайной линии в Северо-Восточной части города Набережные Челны (IV и VIII очередь строительства трамвайной линии). В 2012 году подготовка проектно-сметной документации общей стоимостью 8,7 миллиона рублей была завершена. Стоимость строительства новой ветки была оценена в 527 миллионов рублей. В феврале 2014 года данные денежные средства были выделены из бюджета Республики Татарстан, а уже в марте рабочие приступили к строительству, в ходе которого были снесены 6 торговых павильонов и 75 рекламных щитов, установлены 22 новых остановочных павильона, а также информационные табло с указанием маршрута и регулярности движения. Официальное открытие новой ветки состоялось 12 декабря 2014 года.

### Передача трамвайного предприятия от Камаза в муниципальную собственность
Обслуживающим предприятием для трамвайного хозяйства Н. Челнов является ООО «Электротранспорт». До 2013 года собственником являлся «КАМАЗ». Решением Совета директоров ОАО «КАМАЗ» от 10 сентября 2013 года по договору дарения 100 % долей участия в ООО «Электротранспорт» в октябре 2013 года переходят Исполкому города. По словам генерального директора Рашида Шамсудинова в октябре 2013 года: «Сегодня у КАМАЗа нет возможности развивать нас, он сам занимается инвестиционными проектами. А если не развивать, не вкладывать средства, то наступит период, когда резервы будут истощены. Поэтому было принято разумное решение — передать предприятие городу. А раз трамвай станет муниципальным транспортом, будет легче попасть во все госпрограммы, получить бюджетное финансирование».
28 августа 2018 года электроснабжение челнинского трамвайного хозяйства было отключено: несколько подстанций «Электротранспорта» компания «Татэнергосбыт» за неуплату перестала снабжать электроэнергией. До 2013 года КАМАЗ и «Электротранспорт» были единым целым, но затем последний был передан городу. При этом было принято решение о том, что автогигант будет в течение трёх лет выплачивать трамвайщикам по 30 млн рублей ежегодно. Адаптационный период закончился, но «Электротранспорт» на рентабельность так и не вышел. Чтобы сократить убытки, в апреле 2017 года на предприятии было принято решение отменить ночной вывоз персонала КАМАЗа по двум маршрутам — № 2, который ходит с Сидоровки на ПРЗ, и № 5 (ПРЗ — Московский проспект — Кузнечный завод). Такой ход, по мнению автогиганта, нарушал законодательство, согласно которому муниципальный транспорт обеспечивает доставку жителей города по его территории, в том числе и до места работы, а промкомзона — это крупнейший промышленный район Набережных Челнов, где также находятся многие городские предприятия. В итоге пришлось организовать ночной вывоз персонала вахтовыми автобусами, которые дублировали трамвайные маршруты № 2 и № 5. В конечном итоге КАМАЗ уступил «Электротранспорту» и продолжал платить «подъемные» до конца 2017 года.
16 декабря 2019 появилось сообщение, что «Татэнеросбыт» собрался отключать перевозчикам трамваи — за долги 2,7 млн рублей, но данная угроза не была реализована. 12 марта 2020 года. Накануне в картотеке Арбитражного суда РТ появились иски к МУП «Электротранспорт» о признании предприятия банкротом. Первый иск с обозначенной суммой долговых обязательств в 1,1 млрд рублей подала сама компания. Второй иск от двух кредиторов: федеральной налоговой службы России и регионального отделения ведомства. Налоговики выставили счёт МУПу в 26,8 млн рублей.

## Маршруты

### Действующие
По состоянию на август 2023 года в Набережных Челнах действуют 11 маршрутов — от № 2 до № 11 и № 12А.

Постоянно действующие маршруты трамвая (2022)

| №  | Открыт          | Маршрут | Длина              | Примечание                                 |
| -- | --------------- | --- | ------------------ | ------------------------------------------ |
| 6  | 8 октября 2008  | Автомеханический техникум им. Васильева — проспект Беляева — проспект Сююмбике — проспект Московский — Автомеханический техникум им. Васильева                                      | 38,7 км (круговой) | Городской маршрут. Время в пути 120 минут. |
| 8  | 8 октября 2008  | Автомеханический техникум им. Васильева — проспект Московский — проспект Яшьлек — проспект Сююмбике — проспект Беляева — Автомеханический техникум им. Васильева                    | 38,7 км (круговой) | Городской маршрут. Время в пути 120 минут. |
| 9  | 12 декабря 2014 | Автомеханический техникум им. Васильева — через Набережночелнинский проспект — проспект Беляева — проспект Московский — проспект Сююмбике — Автомеханический техникум им. Васильева | 36,3 км (круговой) | Городской маршрут. Время в пути 117 минут. |
| 10 | 12 декабря 2014 | Автомеханический техникум им. Васильева — через Набережночелнинский проспект — проспект Сююмбике — проспект Московский — проспект Беляева — Автомеханический техникум им. Васильева | 36,3 км (круговой) | Городской маршрут. Время в пути 117 минут. |

### Пиковые

Все маршруты трамвая (2022)

Все заводские маршруты делают по несколько рейсов в день, таким образом по линиям в промзону постоянного движения нет.
| №   | Открыт          | Маршрут | Длина                    | Примечание                                                |
| --- | --------------- | --- | ------------------------ | --------------------------------------------------------- |
| 2   | 3 июня 1983     | Автомеханический техникум им. Васильева — через ГИБДД — Автосборочный завод — ПРЗ                                                          | 17,5 км                  | Заводской маршрут. Время в пути 48 минут в одну сторону.  |
| 3   | 27 июля 1990    | Кузнечный завод — проспект Яшьлек — проспект Сююмбике — проспект Вахитова — Автосборочный завод — ПРЗ                                      | 15,1 км                  | Заводской маршрут. Время в пути 47 минут в одну сторону.  |
| 4   | 25 ноября 1991  | Литейный завод — через ГИБДД — проспект Московский — проспект Яшьлек — проспект Сююмбике — проспект Вахитова — Литейный завод              | 32,5 км                  | Заводской маршрут. Время в пути 96 минут.                 |
| 5   | 13 апреля 2000  | Кузнечный завод — проспект Московский — проспект Беляева — через ГИБДД — Автосборочный завод — ПРЗ                                         | 14,4 км (в одну сторону) | Заводской маршрут. Время в пути 44 минуты в одну сторону. |
| 7   | 25 ноября 1991  | Литейный завод — проспект Сююмбике — проспект Яшьлек — проспект Московский — через ГИБДД — Литейный завод                                  | 32,5 км (круговой)       | Заводской маршрут. Время в пути 96 минут.                 |
| 11  | 12 декабря 2014 | Пединститут — через Набережночелнинский проспект — проспект Сююмбике — проспект Беляева — ПРЗ                                              | 13,4 км (в одну сторону) | Заводской маршрут. Время в пути 45 минут в одну сторону.  |
| 12а | 1 мая 2019      | Автомеханический техникум им. Васильева — ГИБДД — проспект Беляева — 16 комплекс — проспект Сююмбике — проспект Вахитова — ПРЗ (и обратно) | 23,5 км (в одну сторону) | Заводской маршрут. Время в пути 73 минуты в одну сторону. |

### Отменённые
| №  | Маршрут | Дата и причина закрытия                                                                |
| -- | --- | -------------------------------------------------------------------------------------- |
| 1  | Колледж имени Л. Б. Васильева — через ГИБДД — Литейный завод | отменён в январе 2014 года из-за нерентабельности                                      |
| 12 | Колледж имени Л. Б. Васильева — через узел проспекта Хасана Туфана — проспект Вахитова — проспект Сююмбике — кольцо «Сююмбике»                                              | отменён в декабре 2014 года в связи с вводом новых маршрутов № 9,10,11                 |
| 12 | Автомеханический техникум им. Васильева — ГИБДД — проспект Беляева — 16 комплекс — проспект Сююмбике — проспект Вахитова — ГИБДД (и обратно)                                | отменён в марте 2020 года в связи объявленными нерабочими днями, после чего не работал |
| 14 | ГИБДД — проспект Вахитова — проспект Сююмбике — проспект Беляева — ГИБДД — Пединститут — через Набережночелнинский проспект — проспект Сююмбике — проспект Вахитова — ГИБДД | отменён 30 апреля 2019 года в связи с вводом новых маршрутов № 12, 12а                 |
| 15 | ГИБДД — проспект Вахитова — проспект Сююмбике — через Набережночелнинский проспект — Пединститут — ГИБДД — проспект Беляева — проспект Сююмбике — проспект Вахитова — ГИБДД | отменён 30 апреля 2019 года в связи с вводом новых маршрутов № 12, 12а                 |
| 16 | ПРЗ — проспект Вахитова — проспект Сююмбике — через Набережночелнинский проспект — Пединститут — ГИБДД — проспект Беляева — проспект Сююмбике — проспект Вахитова — ПРЗ     | отменён 30 апреля 2019 года в связи с вводом новых маршрутов № 12, 12а                 |
| 17 | ПРЗ — проспект Вахитова — проспект Сююмбике — проспект Беляева — ГИБДД — Пединститут — через Набережночелнинский проспект — проспект Сююмбике — проспект Вахитова — ПРЗ     | отменён 30 апреля 2019 года в связи с вводом новых маршрутов № 12, 12а                 |

## Стоимость проезда и порядок оплаты

### Стоимость проезда
| Период                 | Проезд | Проездной | Ист.          |
| ---------------------- | ------ | --------- | ------------- |
| с 2000 года            | 2₽     | ?         | [ 29 ]        |
| c 28 июня 2001 года    | 3₽     | 180₽      | [ 30 ]        |
| с 1 октября 2005 года  | 6₽     | 312₽      | [ 31 ]        |
| с 1 января 2007 года   | 8₽     | 430₽      | [ 32 ]        |
| с 1 января 2008 года   | 10₽    | 550₽      | [ 33 ]        |
| с 18 декабря 2010 года | 12₽    | 660₽      | [ 34 ]        |
| с 23 июня 2012 года    | 15₽    | 660₽      | [ 35 ]        |
| с декабря 2014 года    | 15₽    | 720₽      | [ 36 ]        |
| с 5 февраля 2016 года  | 20₽    | 900₽      | [ 37 ] [ 38 ] |
| с 10 июня 2017 года    | 22₽    | 900₽      | [ 39 ] [ 40 ] |
| с 28 июля 2019 года    | 22₽    | 1200₽     | [ 39 ]        |
| с 1 ноября 2020 года   | 25₽    | 1500₽     |               |
| с 1 января 2022 года   | 27₽    | 1620₽     | [ 41 ]        |
| с 10 января 2023 года  | 30₽    | 1800₽     | [ 42 ]        |
| с 1 января 2024 года   | 35₽    |           | [ 43 ]        |
| с 1 января 2025 года   | 40₽    | 2400₽     | [ 44 ]        |

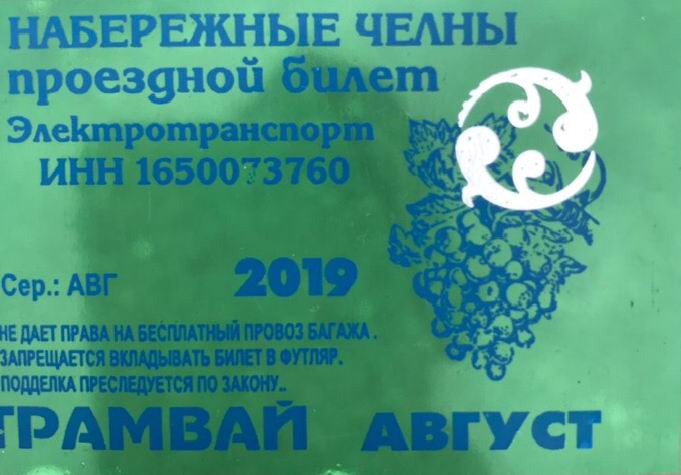
Проездной билет на трамвай август 2019 г.

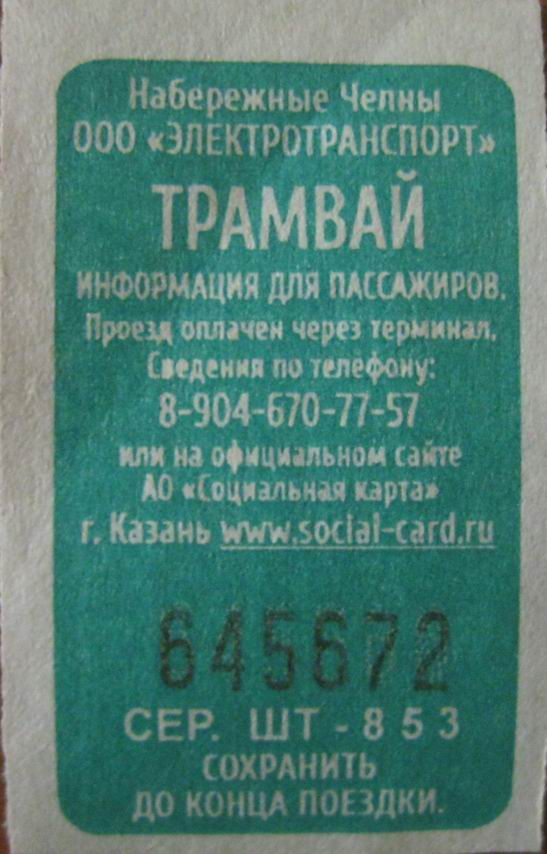
Разовый билет по безналичному расчёту. Упразднён с 01.07.2019 г.

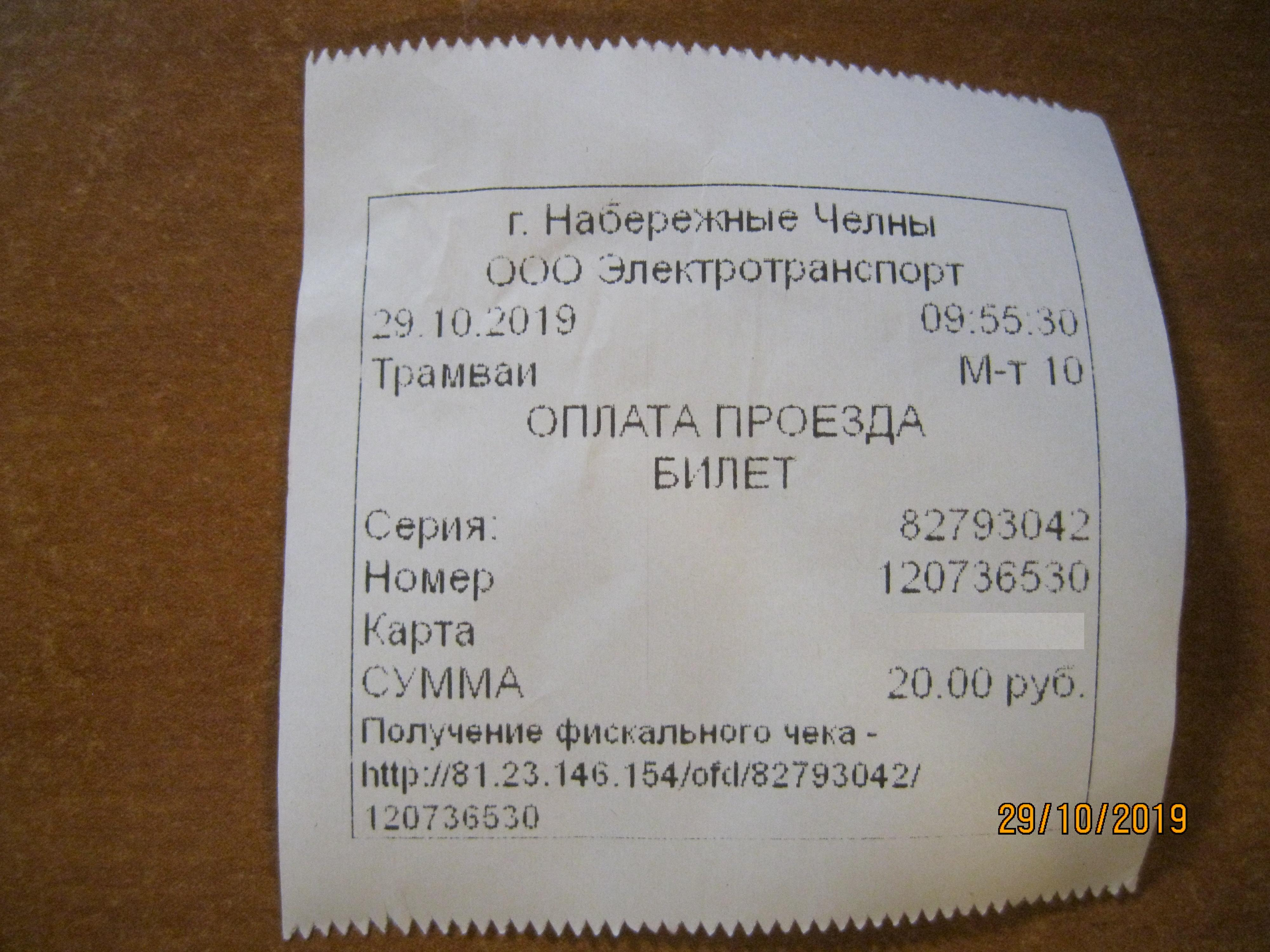
Кассовый чек вместо классического билета с 01.10.2019 г.

С 1 января 2025 года в соответствии с  постановлением Государственного комитета Республики Татарстан по тарифам №467-21/т-2024 от 13.12.2024 г. стоимость билета в трамвае, как и провоз одного места багажа составляет 40 рублей. Стоимость месячного проездного билета составляет 2400 рублей.

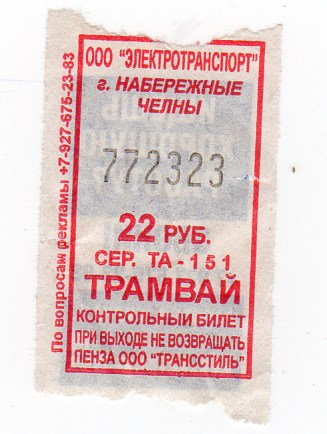
Разовый билет на трамвай Набережные Челны

Реализация проездных билетов осуществляется в четырёх точках города:
- в трамвайном депо;
- в диспетчерской на конечной станция «Сидоровка»;
- в диспетчерской на остановке «Управление ГИБДД»;
- в диспетчерской на разворотном кольце «25-й комплекс».

Документом об оплате проезда является небольшой отрывной билет, на котором выбит шестизначный номер и стоимость проезда. Оплата производится кондуктору, либо при его отсутствии, — водителю при выходе из салона.

### Электронная система оплаты
В 2010 году в Набережных Челнах начались подготовительные работы по введению электронной системы оплаты проезда в городских трамваях.
Ввод в действие новой для города системы оплаты производился поэтапно. Весной 2012 года ООО «Электротранспорт» обеспечило все имеющиеся в городе вагоны автоматическими устройствами (валидаторами) для учёта транспортных карт. Однако в связи с отсутствием документов, регламентирующих работу новой системы, использовать валидаторы не было возможности вплоть до осени 2012 года. Электронная система оплаты проезда в городских трамваях окончательно заработала в сентябре 2012 года.

## Пассажиропоток

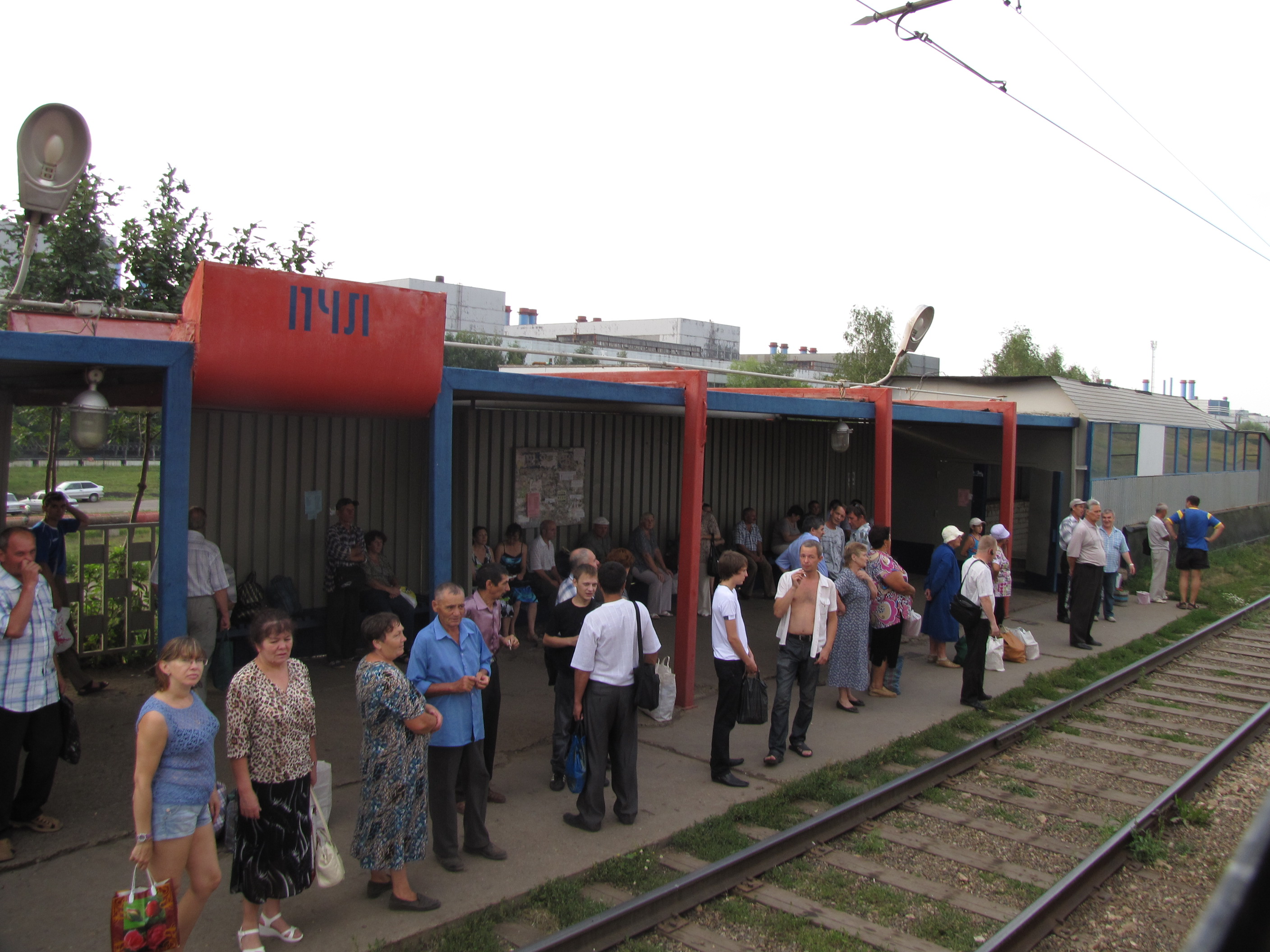
Пассажиры в ожидании трамвая на остановке «ПЧЛ»

Трамвай в Набережных Челнах является вторым по популярности видом городского общественного транспорта, уступая по этому показателю автобусному транспорту.
За 2009 год, по данным Набережночелнинского межрайонного отдела государственной статистики, всеми видами транспорта в городе перевезено 80989,3 тыс. чел. 

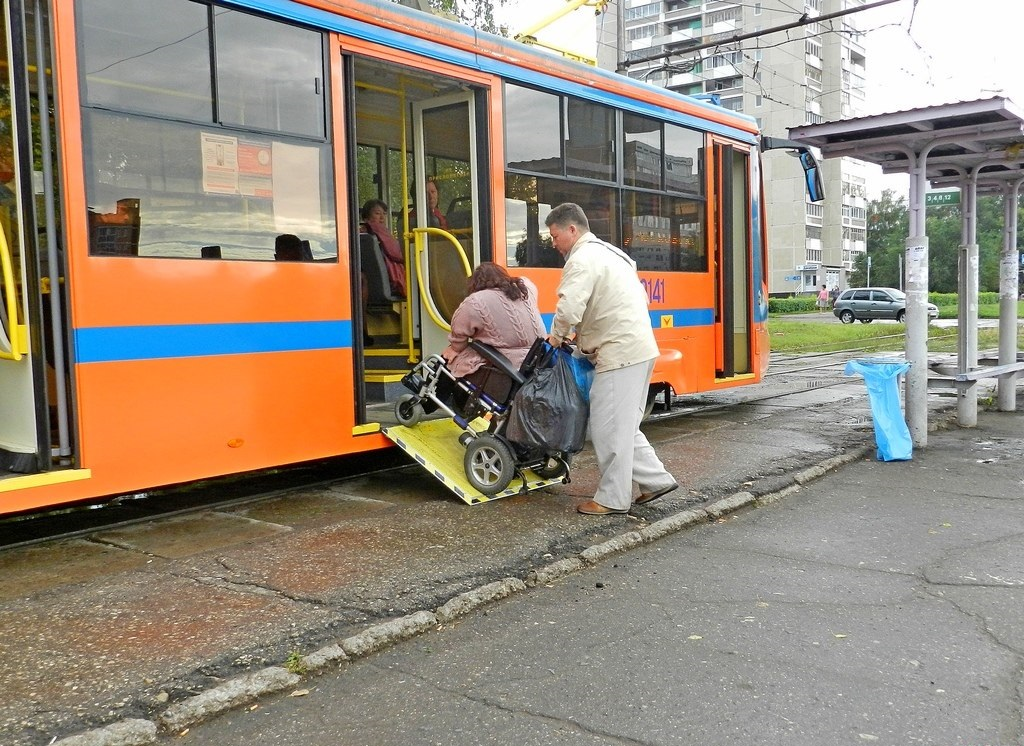
Погрузка инвалида-колясочника c помощью выдвижного пандуса на остановке «Татарстан»

 Доля трамвая в общей сумме перевозок составила 37,6 %.
Однако именно на трамвай приходится подавляющая часть общего ежедневного пассажиропотока на заводы КамАЗа. Сравняться же по популярности с автобусным транспортом трамваю не позволяет в первую очередь более низкая скорость движения и отсутствие линий вдоль многих проспектов Нового города.
| Пассажиропоток трамвая в Набережных Челнах: | Пассажиропоток трамвая в Набережных Челнах: | Пассажиропоток трамвая в Набережных Челнах: | Пассажиропоток трамвая в Набережных Челнах: | Пассажиропоток трамвая в Набережных Челнах: | Пассажиропоток трамвая в Набережных Челнах: | Пассажиропоток трамвая в Набережных Челнах: |
| Год                                         | Общее количество перевезённых пассажиров    | В том числе трамваем:                       | в %                                         | В том числе автобусом:                      | в %                                         |                                             |
| ------------------------------------------- | ------------------------------------------- | ------------------------------------------- | ------------------------------------------- | ------------------------------------------- | ------------------------------------------- | ------------------------------------------- |
| 1995                                        | н. д.                                       | 34,6 млн чел.                               | н. д.                                       | н. д.                                       | н. д.                                       |                                             |
| 2000                                        | 185,9 млн чел.                              | 53,4 млн чел.                               | 28,7 %                                      | 132,5 млн чел.                              | 71,3 %                                      |                                             |
| 2001                                        | 175,3 млн чел.                              | 43,4 млн чел.                               | 24,8 %                                      | 131,9 млн чел.                              | 75,2 %                                      |                                             |
| 2002                                        | 164,5 млн чел.                              | 43,8 млн чел.                               | 26,6 %                                      | 120,7 млн чел.                              | 73,4 %                                      |                                             |
| 2003                                        | 161,4 млн чел.                              | 55,4 млн чел.                               | 34,3 %                                      | 102,1 млн чел.                              | 65,7 %                                      |                                             |
| 2004                                        | 157,8 млн чел.                              | 55,7 млн чел.                               | 35,3 %                                      | 102,1 млн чел.                              | 64,7 %                                      |                                             |
| 2005                                        | 109,8 млн чел.                              | 53,1 млн чел.                               | 48,4 %                                      | 56,7 млн чел.                               | 51,6 %                                      |                                             |
| 2006                                        | 100,1 млн чел.                              | 49,7 млн чел.                               | 49,7 %                                      | 50,4 млн чел.                               | 50,3 %                                      |                                             |
| 2007                                        | н. д.                                       | 54,5 млн чел.                               | н. д.                                       | 25,5 млн чел.                               | н. д.                                       |                                             |
| 2008                                        | н. д.                                       | 37,0 млн чел.                               | н. д.                                       | 8,6 млн чел.                                | н. д.                                       |                                             |
| 2009                                        | 81,1 млн чел.                               | 30,5 млн чел.                               | 37,6 %                                      | 6,9 млн чел.                                | 62,4 %                                      |                                             |
| 2010                                        | н. д.                                       | 31,8 млн чел.                               | н. д.                                       | 8,0 млн чел.                                | н. д.                                       |                                             |
| 2011                                        | н. д.                                       | 31,4 млн чел.                               | н. д.                                       | н. д.                                       | н. д.                                       |                                             |

## Подвижной состав

### Модели и количество эксплуатируемых вагонов

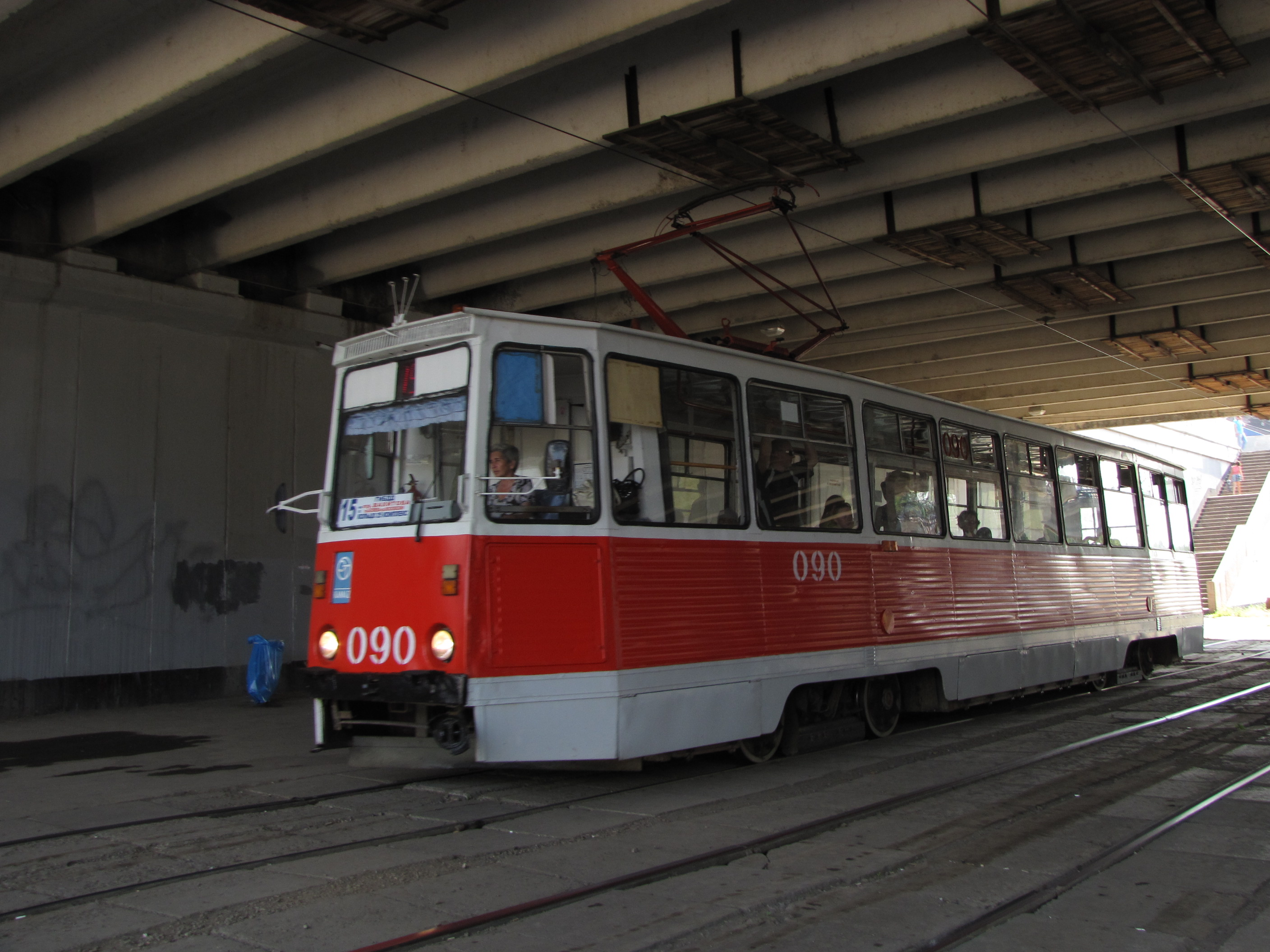
Трамвайный вагон модели 71-605 — основной и самый многочисленный вагон парка подвижного состава в Набережных Челнах

По состоянию на июль 2025 года парк подвижного состава состоит из следующего количества вагонов:
- 110 пассажирских (ежедневный выпуск на линию составляет около 100 вагонов)[2];
- 10 служебных[3];
- 1 музейного[54]

Абсолютно весь подвижной состав представляет собой модели серии КТМ: 71-605, 71-605А, 71-608КМ (в 2022 году был списан последний вагон), 71-619КТ, 71-619А, 71-623-02. Все вагоны были изготовлены Усть-Катавским вагоностроительным заводом. Среди подвижного состава преобладает модель 71-605, закупавшаяся в СССР и устаревшая на настоящий момент (97 единиц) и 71-605А (9 единиц). В начале 2000-х годов закупались трамвайные вагоны модели 71-608КМ, количество которых составляет 6 единиц. В период 2006—2008 годов в город поступили 4 вагона серии 71-619 (включая модификацию с асинхронным двигателем 71-619А (по состоянию на 1 июня 2015 года Набережные Челны является одним из шести городов в России, эксплуатирующим трамвайный вагон 71-619А). В апреле 2013 года трамвайный парк пополнился тремя новыми вагонами 71-623-02, а в июне 2014 года поступило ещё семь вагонов этой модели. По данным Федеральной службы государственной статистики, на 2010 год количество трамвайных вагонов составляет 23 единицы на 100 000 человек.

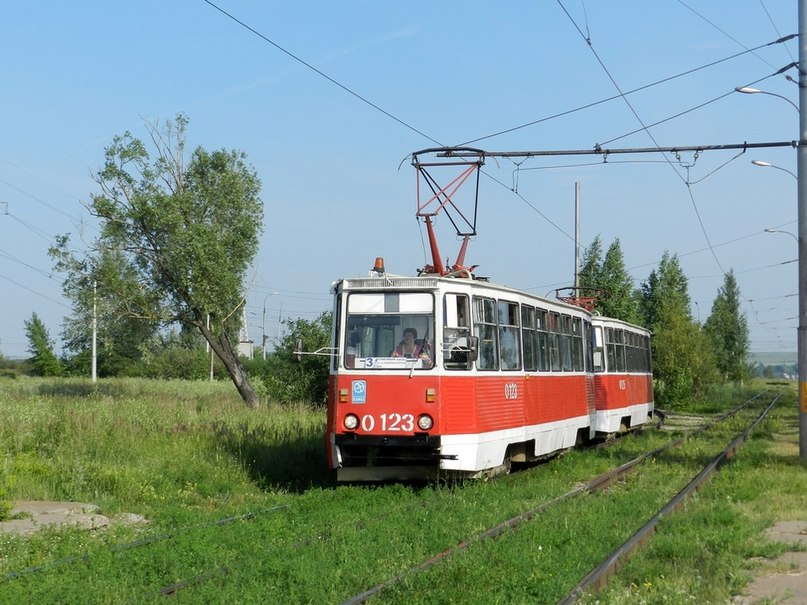
Система многих единиц 0123+0125 на одной из заводских линий

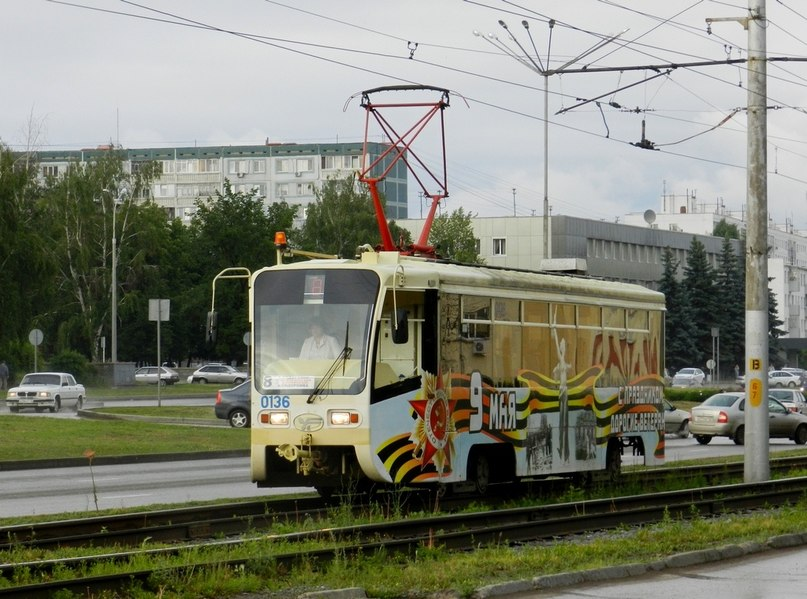
Трамвай 71-619КТ в старой части города

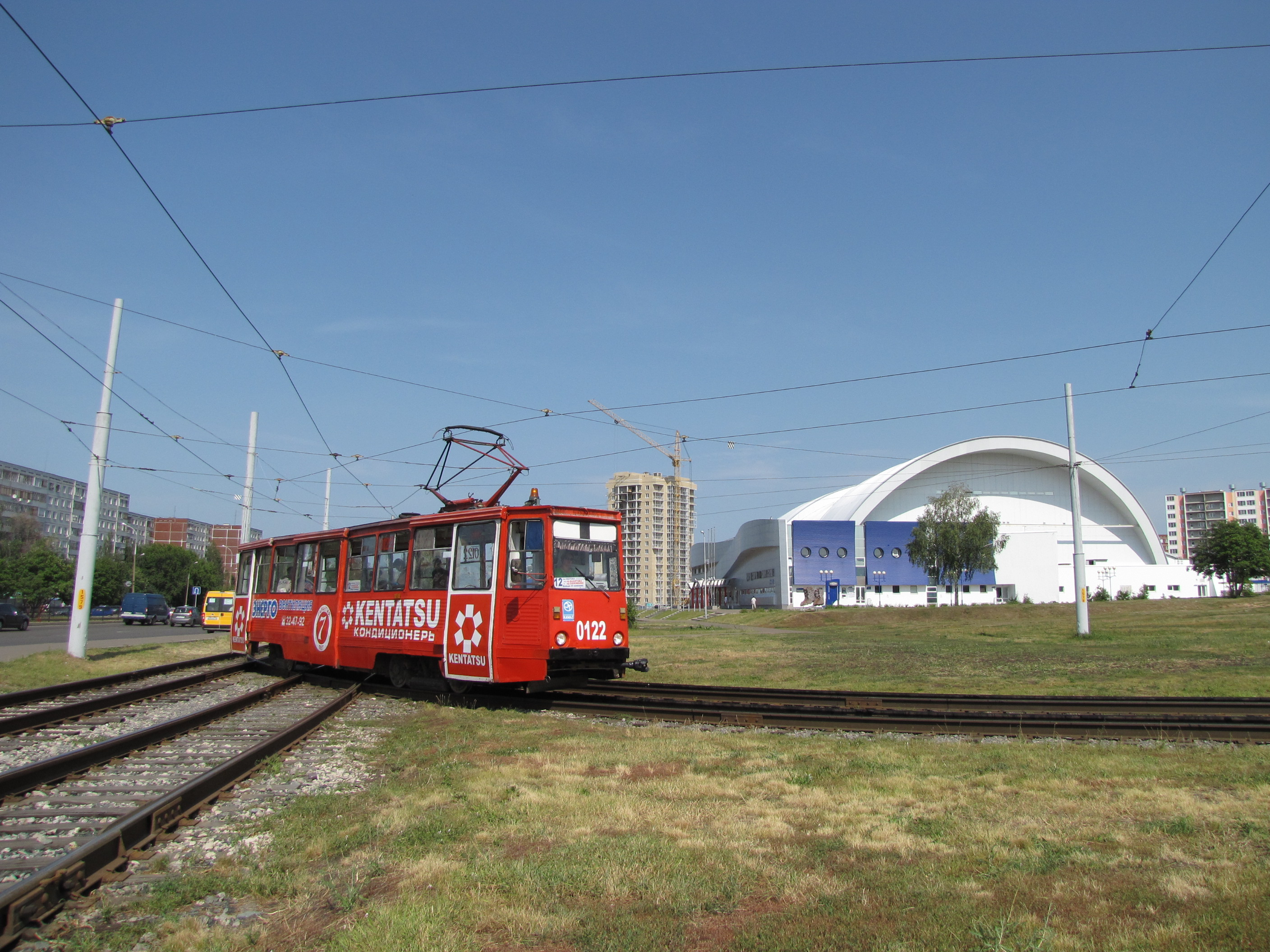
Трамвайный вагон 71-605 около Ледового дворца

| Динамика изменения численности пассажирских трамвайных вагонов в Набережных Челнах: | Динамика изменения численности пассажирских трамвайных вагонов в Набережных Челнах: | Динамика изменения численности пассажирских трамвайных вагонов в Набережных Челнах: | Динамика изменения численности пассажирских трамвайных вагонов в Набережных Челнах: | Динамика изменения численности пассажирских трамвайных вагонов в Набережных Челнах: | Динамика изменения численности пассажирских трамвайных вагонов в Набережных Челнах: | Динамика изменения численности пассажирских трамвайных вагонов в Набережных Челнах: | Динамика изменения численности пассажирских трамвайных вагонов в Набережных Челнах: | Динамика изменения численности пассажирских трамвайных вагонов в Набережных Челнах: | Динамика изменения численности пассажирских трамвайных вагонов в Набережных Челнах: | Динамика изменения численности пассажирских трамвайных вагонов в Набережных Челнах: | Динамика изменения численности пассажирских трамвайных вагонов в Набережных Челнах: | Динамика изменения численности пассажирских трамвайных вагонов в Набережных Челнах: | Динамика изменения численности пассажирских трамвайных вагонов в Набережных Челнах: | Динамика изменения численности пассажирских трамвайных вагонов в Набережных Челнах: |
| Год                                                                                 | 1973                                                                                | 1980                                                                                | 1990                                                                                | 1995                                                                                | 2000                                                                                | 2001                                                                                | 2002                                                                                | 2003                                                                                | 2004                                                                                | 2005                                                                                | 2006                                                                                | 2007                                                                                | 2008                                                                                | 2025                                                                                |
| ----------------------------------------------------------------------------------- | ----------------------------------------------------------------------------------- | ----------------------------------------------------------------------------------- | ----------------------------------------------------------------------------------- | ----------------------------------------------------------------------------------- | ----------------------------------------------------------------------------------- | ----------------------------------------------------------------------------------- | ----------------------------------------------------------------------------------- | ----------------------------------------------------------------------------------- | ----------------------------------------------------------------------------------- | ----------------------------------------------------------------------------------- | ----------------------------------------------------------------------------------- | ----------------------------------------------------------------------------------- | ----------------------------------------------------------------------------------- | ----------------------------------------------------------------------------------- |
| Вагоны                                                                              | 68                                                                                  | 116                                                                                 | 119                                                                                 | 115                                                                                 | 115                                                                                 | 115                                                                                 | 116                                                                                 | 116                                                                                 | 116                                                                                 | 115                                                                                 | 118                                                                                 | 118                                                                                 | 118                                                                                 | 92                                                                                  |

| Линейные вагоны |        | |                              |                     |            |  |
|                 | Модель | Количество | Бортовые номера/годы выпуска | Период эксплуатации | Примечание |  |
| 71-605          | 52 ед. | 003-010 — 1983 год 011, 014—020 — 1984 год 021—023, 025—037, 039—046, 048—050 — 1985 год 051, 053, 054 — 1986 год 055 — 1985 год 057-060, 062, 064—069, 071—073, 075, 077—094 — 1986 год 095, 097 — 1987 год 098 — 1986 год 099-0101, 0103, 0104, 0106, 0109-0114 — 1987 год 0115-0118, 0120 — 1989 год 0138 — 1978 год | с 1973 — по н. в.            |                     |            |  |
| 71-605А         | 7 ед.  | 0121-0123, 0125-0131 — 1991 год | с 1991 — по н. в.            |                     |            |  |
| 71-608КМ        | 6 ед.  | 001, 012, 047 — 2004 год 0132 — 1999 год 0133, 0134 — 2000 год | с 2000 — по 2022             |                     |            |  |
| 71-619КТ        | 3 ед.  | 0135-0137 — 2006 год | с 2006 — по н. в.            |                     |            |  |
| 71-619А         | 11 ед. | 0139 — 2008 год | с 2008 — по н. в.            |                     |            |  |
| 71-623-02       | 19 ед. | 0140-0141 — 2012 год 0142 — 2013 год 0143-0149 — 2014 год 0150-0154 — 2015 год 0155-0159 — 2016 год | с 2013 — по н. в.            |                     |            |  |
|                 |        | |                              |                     |            |  |
| Служебные       |        | |                              |                     |            |  |
|                 | Модель | № вагона | Год выпуска                  | Зав. №              | Инв. №     |  |
| 71-605          | 134    | 1979 | 4871                         | 470139              |            |  |
| 71-605          | 145    | 1982 | 4602                         | 470156              |            |  |
| 71-605          | 147    | 1982 | 4607                         | 470158              |            |  |
| 71-605          | 0124   | 1987 | 110131                       | 470180              |            |  |
| ТК-28А          | РТ-21  | 1991 | 86                           | 523931              |            |  |
| 71-605А         | ГС-8   | 1991 | 000840                       | 427287              |            |  |
| 71-605А         | ГС-7   | 1990 | 000113                       | 521890              |            |  |
| —               | ГС-5   | 1977 | 400442                       | 400442              |            |  |
| ВТК-01          | ГС-6   | 1989 | 22                           | 470191              |            |  |
| 71-605          | Сет-ль | 1985 | 9855                         | 400385              |            |  |
|                 |        | |                              |                     |            |  |
| Музейные        |        | |                              |                     |            |  |
|                 | Модель | № вагона | Год выпуска                  | Зав. №              | Инв. №     |  |
| 71-605          | 1      | ? | ?                            | ?                   |            |  |
|                 |        | |                              |                     |            |  |

### Системы многих единиц
В Набережных Челнах эксплуатируются несколько трамвайных вагонов, работающих по системе многих единиц (СМЕ).
Системы используются исключительно на заводских маршрутах в утренние и вечерние часы-пик.
По состоянию на март 2016 года Набережных Челны остаются единственным городом в Татарстане, использующим СМЕ.
| № вагонов | Модель  | Примечание |
| --------- | ------- | ---------- |
| 042+043   | 71-605  | работает   |
| 050+051   | 71-605  | работает   |
| 066+069   | 71-605  | работает   |
| 0123+0125 | 71-605  | работает   |
| 0126+0127 | 71-605А | работает   |

### Техническое состояние подвижного состава
В Набережных Челнах большое значение уделяется потребительским и техническим свойствам вагонов. Так в период 2007—2009 годов на трамвайных вагонах были внедрены системы бортовых преобразователей напряжения, кроме этого планомерно вагоны переводятся на люминесцентное освещение салонов. Для обеспечения безопасности пассажиров на все вагоны установлены проблесковые маяки и сирены. Каждый четвёртый трамвай обеспечен сотовой связью.
Также подвижной состав переведен на более экономичные угольные вставки. На всех вагонах установлены передние и задние светодиодные маршрутные указатели.
С целью продления срока службы подвижного состава на предприятии ООО «Электротранспорт» налажен капитально-восстановительный ремонт вагонов. Всего данный ремонт проведен 46 вагонам, что позволило продлить срок их службы на 6-7 лет.
В 2009 году внедрен проект «Мониторинг и управление транспортными средствами», путём создания системы динамического мониторинга и оперативного управления работой подвижного состава на линии, посредством внедрения бортовых навигационных комплексов на трамвайных вагонах. Система мониторинга автоматически регистрирует точки маршрута, места и продолжительности стоянок, скорость движения, изменение состояния контрольных датчиков и другие данные. Вся информация затем используется для составления разнообразных отчётов.
В сентябре 2013 года салоны трёх новых вагонов 71-623 были оборудованы модулем беспроводного интернета Wi-Fi.

### Обновление парка подвижного состава
Несмотря на принимаемые ООО «Электротранспорт» усилия по поддержанию имеющихся трамвайных вагонов в относительно неплохом состоянии, на 2012 год износ подвижного состава составляет 80,7 %. Из общего количества пассажирских вагонов полностью самортизированы 112 трамваев. Последняя крупная партия новых вагонов поступила в город в начале 1990-х годов, после чего массового обновления подвижного состава не производилось.
В связи с этим, с конца 2000-х годов в Набережных Челнах велась работа направленная на поиски финансовых возможностей для закупки новых трамвайных вагонов — на эти цели планировалось потратить 350 млн рублей.

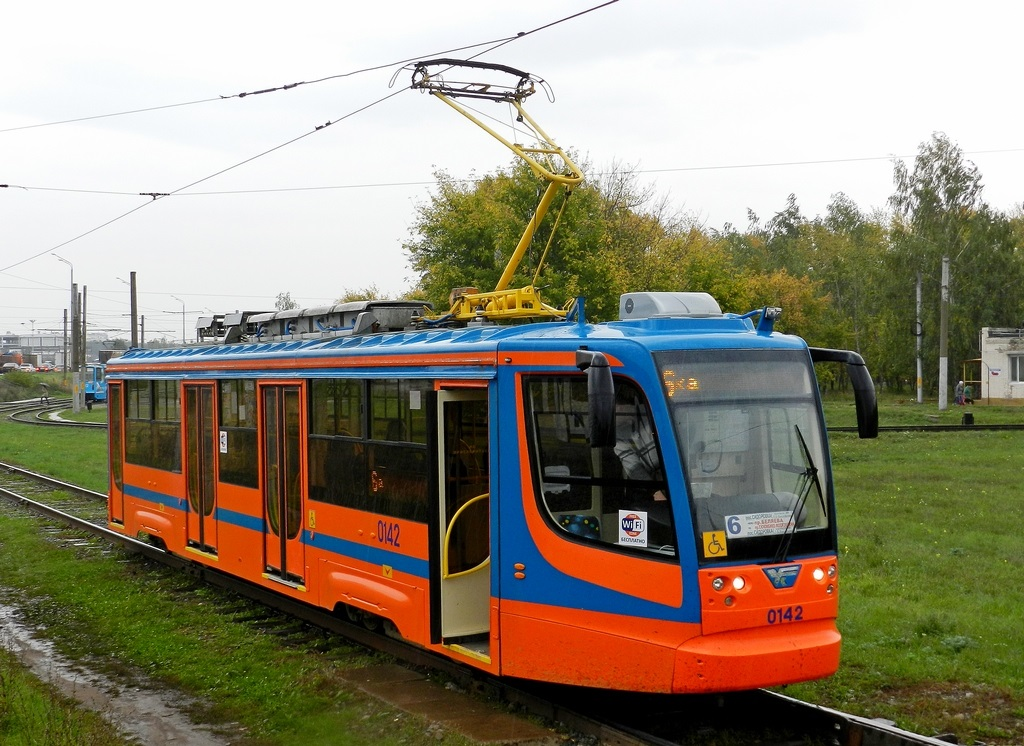
Трамвай модели 71-623

Кроме этого, руководством города велись переговоры с различными (в том числе и зарубежными) заводами-изготовителями подвижного состава. Так, в 2010 году в рамках посещения руководством Беларуси Республики Татарстан состоялась встреча мэра Набережных Челнов с представителями завода «Белкоммунмаш», на которой была озвучена возможность приобретения новых сочленённых трамваев, производства Минского завода для их дальнейшей эксплуатации как на уже имеющихся, так и будущих новых трамвайных участках.
В 2013 году Набережным Челнам из федерального и республиканского бюджетов были выделены денежные средства на приобретение десяти новых трамвайных вагонов. Для обновления парка вагонов была выбрана модель Усть-Катавского вагоностроительного завода — 71-623. Первая партия из трёх новых вагонов прибыла в город в начале апреля 2013 года. Оставшиеся семь вагонов город получил в июне-июле 2014 года.

20 декабря 2015 на заседании горсовета депутаты утвердили дополнительные субсидии на покупку пассажирского автотранспорта: 360 млн рублей на покупку автобусов и 247 млн на приобретение трамваев. 
- Мы получили дополнительные финансовые ресурсы по двум государственным программам на покупку 10 новых трамваев и газомоторной техники — это также поддержка нашего отечественного производителя НЕФАЗ. В плане улучшения городских пассажирских перевозок мы перешли от разговоров к конкретным делам, — заявил мэр города Наиль Магдеев.
25 декабря 2015 года в Набережные Челны прибыли первые 2 (из общей партии в 10 единиц) новых трамвая 71-623. По сообщениям местных СМИ на август 2016 года получено 5 новых вагонов.

## Трамвайное депо и путевое хозяйство

### Трамвайное депо
Единственное в Набережных Челнах трамвайное депо, образованное в 1972 году, располагается в старой части города — на берегу реки Челны.
 В 1980-х годах был подготовлен проект и начато строительство в новой части города трамвайного депо № 2 на 150 вагонов с механическими мастерскими службы пути (площадь 10,0 га), однако в связи с рядом причин, основной из которых явилась тяжёлая ситуация в стране, вызванная распадом СССР, построено оно так и не было. Тем не менее в мероприятиях генерального плана города Набережные Челны (2009 года) предусмотрены планы завершения его строительства. 
Кроме этого, в связи с предполагаемым увеличением количества подвижного состава, на расчетный срок реализации генерального плана, предлагается строительство трамвайного депо № 3 на 100—150 вагонов, в коммунальной зоне в районе пересечения проспекта Яшьлек и автодороги № 1. Площадь его составит 7,5 га. Строительство депо № 2 и № 3 предлагалось в генеральном плане город Брежнев, разработанного ЦНИИП Градостроительтства.
Основными целями работы имеющегося в городе единственного трамвайного депо являются производство плановых ремонтов, ежедневное обслуживание трамвайных вагонов в соответствии с руководящими документами по ремонту подвижного состава.

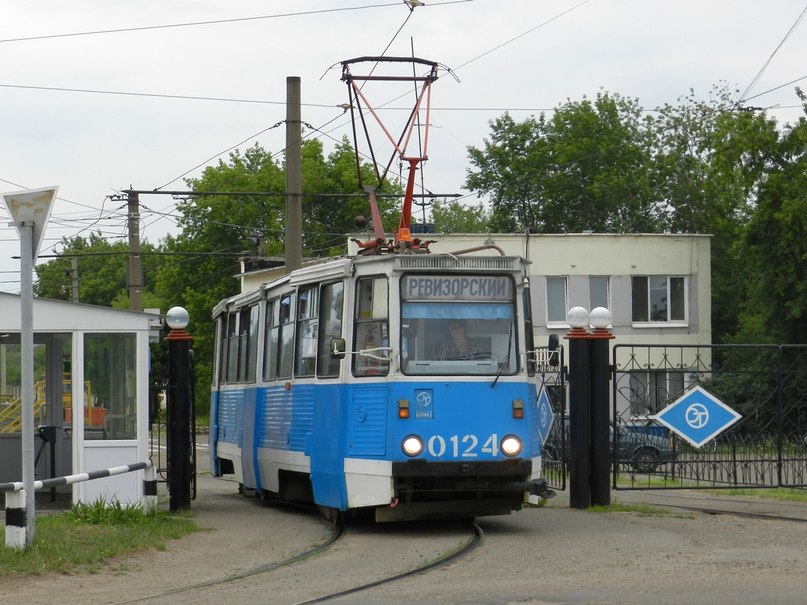
Центральный въезд в трамвайное депо

За годы существования трамвайное депо претерпело неоднократные реорганизации и модернизации, с целью улучшения обслуживания трамвайных вагонов.
По состоянию на 2013 год — депо является самостоятельным подразделением ООО «Электротранспорт», производящее полное техническое обслуживание и капитальный ремонт трамвайных вагонов.
В состав депо входят:
Техническое бюро депо.
Основными целями технического бюро является разработка технической документации на производство ремонтов и обслуживание трамвайных вагонов. Образовано в 1973 году, как самостоятельная служба СПС. В 2000 году было объединено с Производственно-техническим отделом (ПТО). В 2006 году отдел выделен из состава ПТО, как техническое бюро депо.

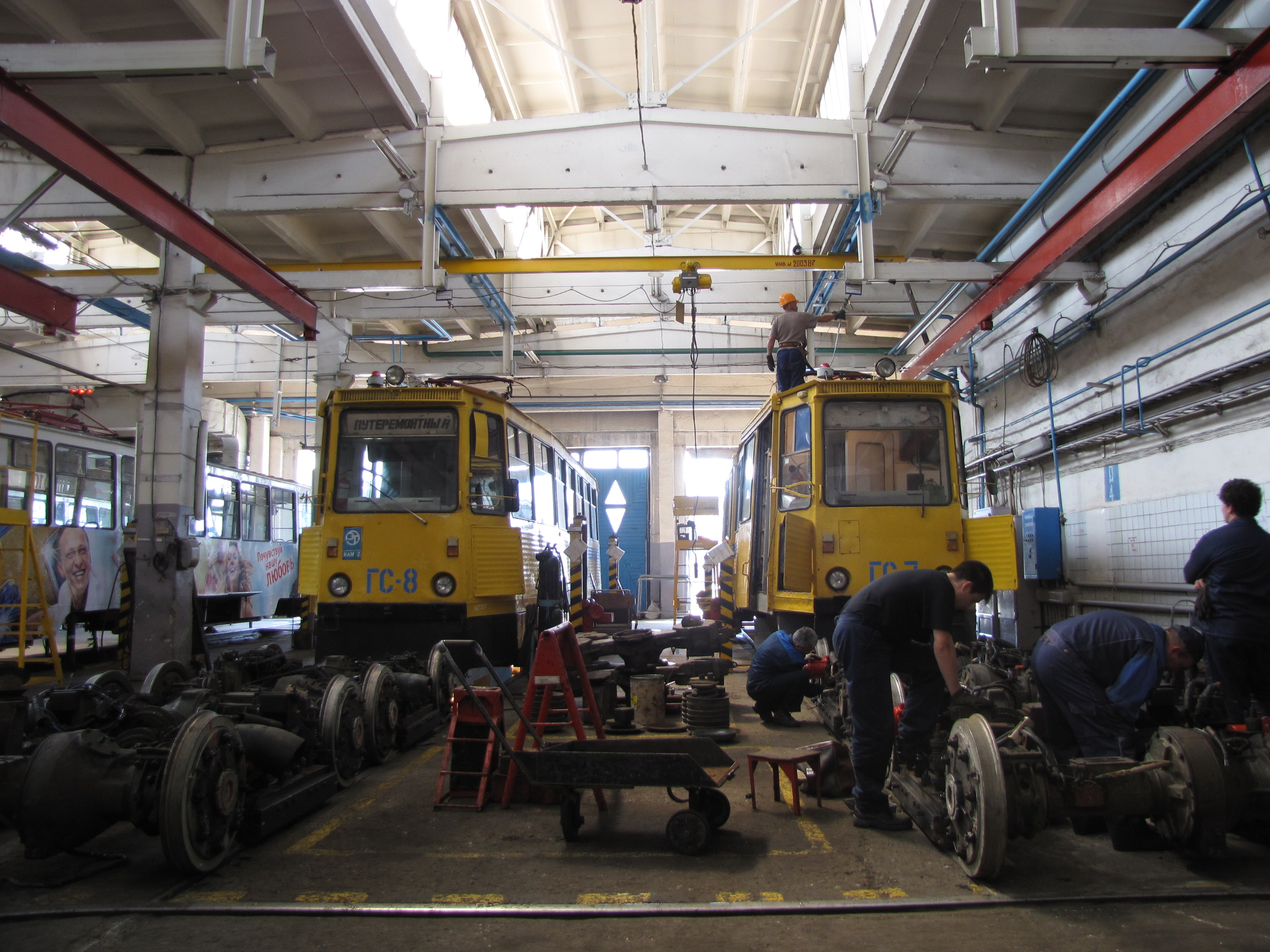
Цех ремонта в трамвайном депо

Цех ремонта и профилактического осмотра.
Цех ремонта образован в 1972 году. Работники цеха ремонта ООО «Электротранспорт» одними из первых в отрасли освоили капитально-восстановительный ремонт вагонов. Ежегодно в цехе проводятся около 60 текущих, 25 капитальных и 14 капитально-восстановительных ремонтов.
Цех профилактического осмотра был основан в 1973 году. Основной его целью является поддержание на линии необходимого количества вагонов в технически исправном состоянии. Цех выполняет значительный объём работ: от мойки и технического осмотра до устранения аварийных ситуаций на линии.

### Путевое хозяйство

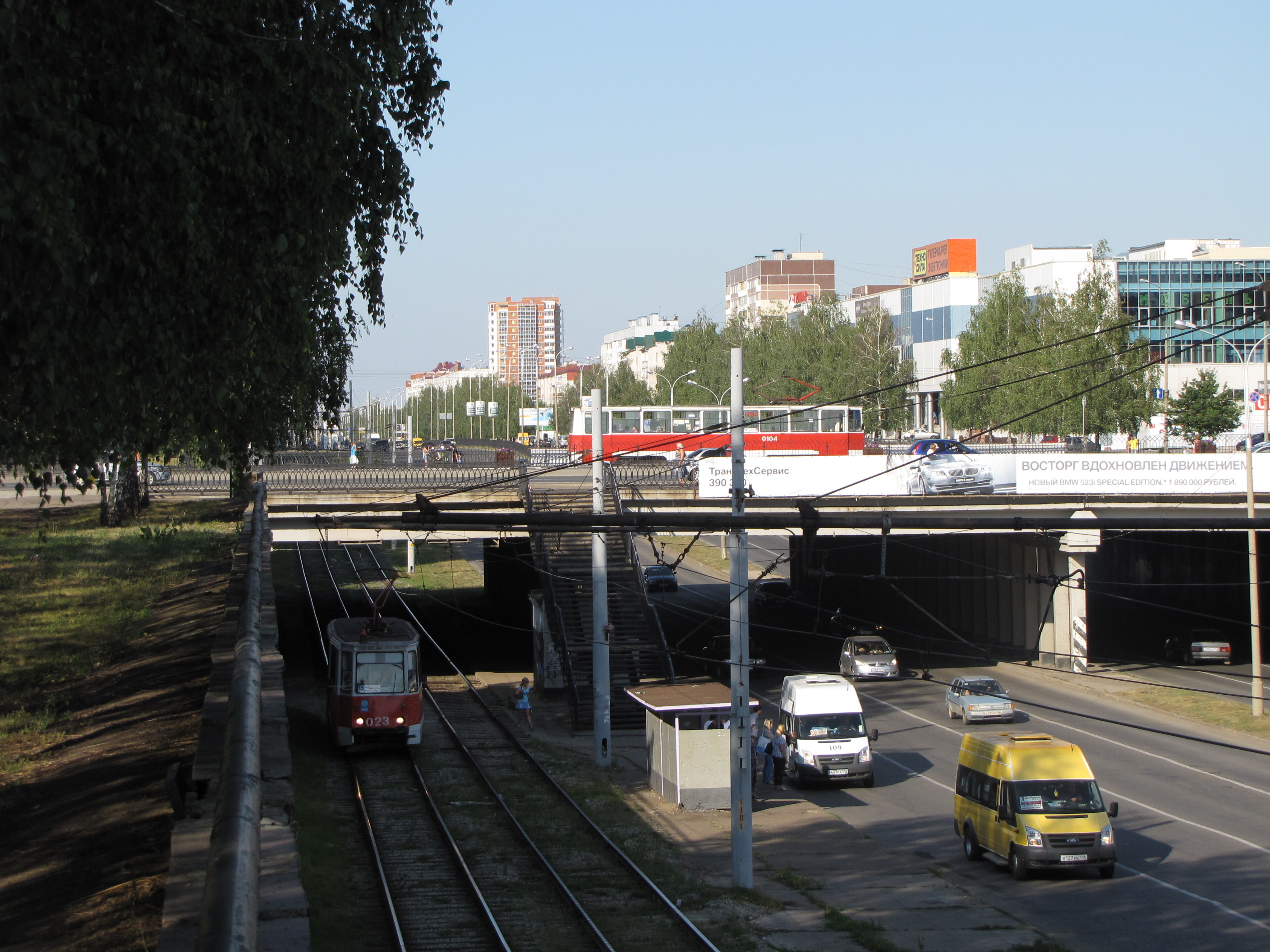
Двухуровневое пересечение трамвайных путей: Московский проспект (снизу) и проспект Вахитова (сверху)

Общая протяжённость путей Набережночелнинского трамвая в однопутном исчислении на 2013 год составляет 104,04 км.
| Динамика изменения протяженности эксплуатационных трамвайных путей в Набережных Челнах (в двухпутном исчислении): | Динамика изменения протяженности эксплуатационных трамвайных путей в Набережных Челнах (в двухпутном исчислении): | Динамика изменения протяженности эксплуатационных трамвайных путей в Набережных Челнах (в двухпутном исчислении): | Динамика изменения протяженности эксплуатационных трамвайных путей в Набережных Челнах (в двухпутном исчислении): | Динамика изменения протяженности эксплуатационных трамвайных путей в Набережных Челнах (в двухпутном исчислении): | Динамика изменения протяженности эксплуатационных трамвайных путей в Набережных Челнах (в двухпутном исчислении): | Динамика изменения протяженности эксплуатационных трамвайных путей в Набережных Челнах (в двухпутном исчислении): | Динамика изменения протяженности эксплуатационных трамвайных путей в Набережных Челнах (в двухпутном исчислении): | Динамика изменения протяженности эксплуатационных трамвайных путей в Набережных Челнах (в двухпутном исчислении): |
| Год | 1973 | 1980 | 1990 | 1995 | 2000 | 2005 | 2008 | 2014 |
| --- | --- | --- | --- | --- | --- | --- | --- | --- |
| Длина сети (в км)                                                                                                 | 21,9 | 35,9 | 44,5 | 44,5 | 48,4 | 48,4 | 52,0 | 58,2 |

Кроме этого в эксплуатации ООО «Электротранспорт» находятся:
- 10 тяговых подстанций[3];
- 5 конечных станций и одна промежуточная[3].

В топологическом плане трамвайная сеть в пределах жилых кварталов Нового Города является распределённой, имеющей параллельные линии, а также имеет многокилометровые вылетные линии, ведущие к разным корпусам КамАЗа и в историческую часть города.
Трамвайные пути, в том числе линии в пределах жилых кварталов и вылетные линии, являются выделенными и проложенными не по центру, а сбоку магистралей. Благодаря этому, а также широкому использованию эстакадно-выемочных развязок и подземных пешеходных переходов на проспектах города с момента их сооружения, на многих участках скорости движения и вся система в целом близки к скоростному трамваю.
Трамвайная сеть Набережных Челнов включает в себя 8 разворотных колец. На городской (без учёта заводских направлений) части трамвайной сети расположено четыре резервных кольца:

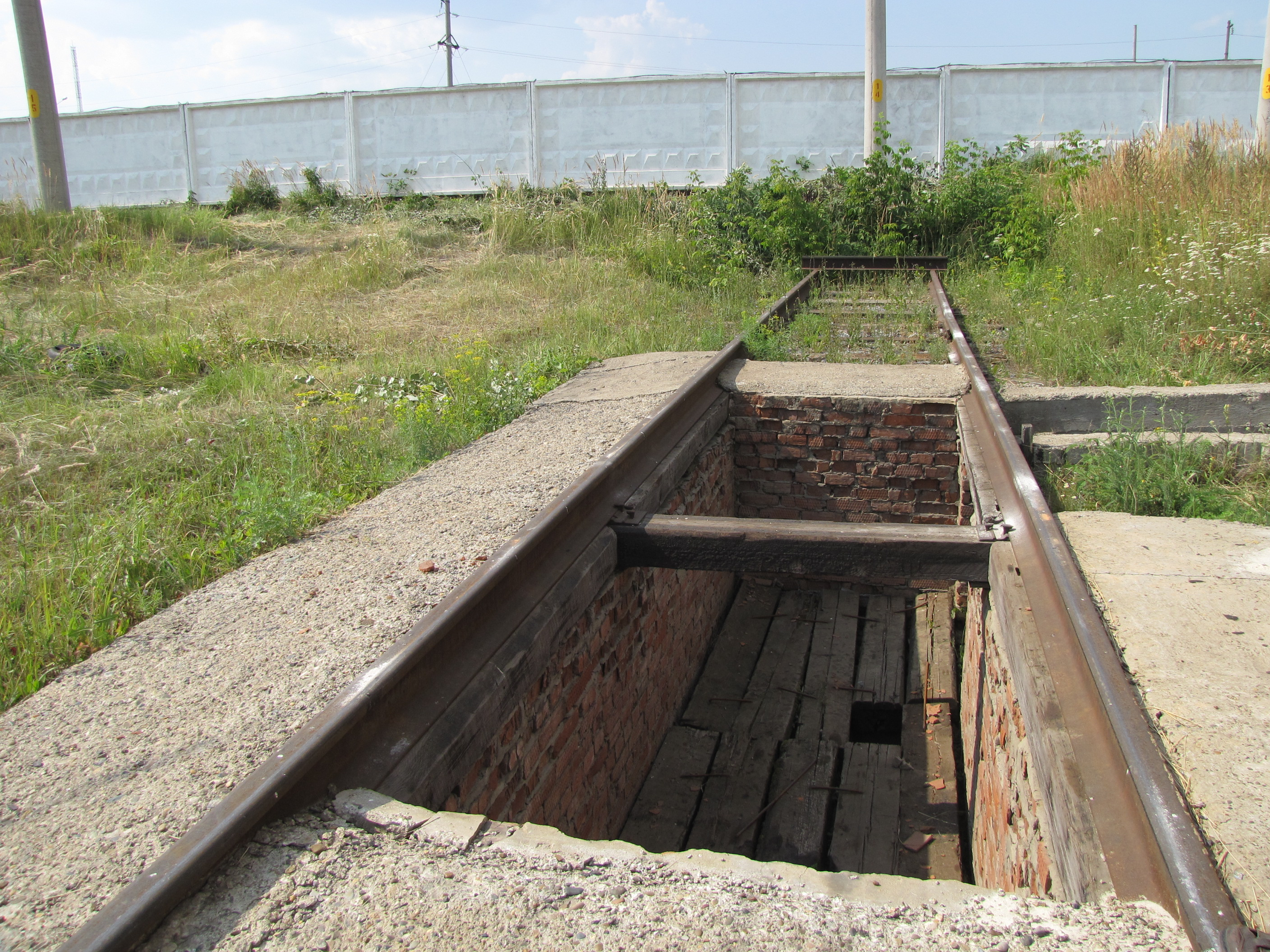
Яма для осмотра трамваев на резервном кольце Управления ГА

- Автомеханический техникум имени Л.Б. Васильева (Сидоровка)

- остановка проспект Сююмбике,
- Управление ГАИ (М-3),
- 4-я поликлиника (Медгородок).

«Форт-Диалог» и «4-я поликлиника» идентичны по строению: разворот возможен в любую сторону. На всех городских разворотных кольцах построен резервный путь, за исключением проспекта Сююмбике, где кольцо образовалось за счёт расширения линий. Разворотное кольцо «Форт-Диалог»  демонтировали в 2020 году для строительства на его месте фитнес-клуба.
На заводских линиях разворотные кольца имеются на конечных:
- Прессово-рамного завода,
- Ремонтно-инструментального завода,
- Кузнечного завода,
- Литейного завода.

## Перспективы развития
В перспективных планах города Набережные Челны значится строительство нескольких новых трамвайных линий.
Необходимость в развитии электротранспорта вызвана значительным увеличением транспортных потоков в городе, а также целесообразностью снижения доли неэкологичного автобусного общественного транспорта.
В соответствии с величинами пассажиропотоков новые линии трамвая предусмотрены на участках магистральной сети с пассажиропотоками свыше 8 тыс. пассажиров в час. Протяжённость линий трамвайного двойного пути в соответствии с расчетным сроком реализации генерального плана города Набережные Челны (2015—2025 годы) должна увеличиться с существующих 50,6 км до 63,7 км к 2025 году. Также, перспективна идея прокладки трамвая по проспекту Мира. В 2021 мэр города объявил о подготовке к прокладке трёх новых трамвайных линий.
| Проекты новых трамвайных линий: | Проекты новых трамвайных линий: | Проекты новых трамвайных линий:       | Проекты новых трамвайных линий:        |
| № п/п                           | Маршрут движения | Протяжённость в двухпутном исчислении | Наличие в генплане Наб. Челнов 2009 г. |
| ------------------------------- | --- | ------------------------------------- | -------------------------------------- |
| 1                               | 16-й комплекс — улица Раскольникова (по улице Беляева)                                                                                           | 1,6 км                                | нет                                    |
| 2                               | От пересечения проспекта Чулман с улицей Беляева до пересечения ул. Королёва и Набережночелнинского проспекта (проспект Чулман — улица Королёва) | 2,2 км                                | нет                                    |
| 3                               | В продолжении Московского проспекта (в жилом районе «Северо-Восточный», улица Королёва — Московский проспект)                                    | 2,5                                   | да                                     |
| 4                               | Кольцо 25-й комплекс — 50-й комплекс (по проспекту Яшьлек)                                                                                       | 1,2/ 2,4 км                           | да                                     |
| 5                               | Проспект Вахитова — проспект Яшьлек (по Автодороге № 1)                                                                                          | 2,2/ 4,4 км                           | да                                     |

## Фотогалерея
|                                                         |  |                                                                  |  |                                                            |
| Трамвай 71-619А на конечной станции в посёлке Сидоровка |  | Трамвайные вагоны 71-605, соединённые по СМЕ на проспекте Яшьлек |  | Трамвай 71-608КМ на разворотном кольце в посёлке Сидоровка |

## Комментарии
1. ↑  После открытия трамвайной системы в Набережных Челнах на территории России трамвайное движение было открыто в четырёх населённых пунктах: Старый Оскол (1981), Усть-Илимск (1988), Черёмушки (1991), Верхняя Пышма (2022)
2. ↑  Абсолютные показатели по прошедшим годам следует считать не совсем сопоставимыми, так как неоднократно менялись правила учета перевезённых пассажиров (количество поездок по долгосрочным проездным билетам, игнорирование или включение льготников и проч.)

### Официальный сайт
- www.chelnytram.ru

### Неофициальные сайты
- Сайт об истории Челнинского трамвая
- www.tramchelny.ru
- www.tramvay-chelny.do.am
- www.tramway-chelny.narod.ru
- www.e-kamaz.jimdo.com
- www.elektrotransport.siteedit.su

### Форумы и блоги
- Форум Набережночелнинского трамвая
- Обсуждение Набережночелнинского трамвая на форуме официального сайта города
- Обсуждение Набережночелнинского трамвая на форуме «Транспорт в России»
- Блог Набережночелнинского трамвая
- Заметки Набережночелнинского трамвая

### Социальные сети
- Сообщество «ВКонтакте»
- Сообщество в «Google+»
- Сообщество в «Facebook»
- Страница в «Тwitter»

### Фотогалереи
- Фотографии трамваев в Набережных Челнах на Совмещённом трамвайно-троллейбусном сайте
- Исторические фотографии трамваев в Набережных Челнах на сайте «Трамваи и троллейбусы в странах бывшего СССР»
- Исторические фотографии трамваев в Набережных Челнах на сайте «JOKA Bahnbilder»
- Фотографии трамваев в Набережных Челнах на сайте «Горэлектротранс»
- Фотографии трамваев в Набережных Челнах на сайте «Твой транспорт»
- Фотографии трамваев в Набережных Челнах на сайте www.phototrans.eu

### Обзоры
- Фотоэкскурсия по трамвайной системе Набережных Челнов на сайте «Метроблог». Часть первая
- Фотоэкскурсия по трамвайной системе Набережных Челнов на сайте «Метроблог». Часть вторая
- Фотообзор трамвайной системы Набережных Челнов в блоге Аlzel.livejournal.com
- Фотообзор трамвайной системы Набережных Челнов в блоге Рeriskop.livejournal.com
- «Набережночелнинскому трамваю посвящается!»  (недоступная ссылка), ,  (недоступная ссылка) Обзор истории и современности в трёх частях.

### Базы данных по вагонам
- Полный список подвижного состава на «Совмещённом трамвайно-троллейбусном сайте»
- Полный список подвижного состава на сайте «Трамвайные вагоны»
- Список подвижного состава на сайте «Твой транспорт»
- Список подвижного состава на сайте «Объединенный транспортный сайт»

### Расписания и схемы
- Схемы трамвайных маршрутов
- Движение трамваев в онлайн-режиме
- Расписание движения трамваев (недоступная ссылка)